# Trogirsko-kaštelanski partizanski odred
Trogirsko-kaštelanski partizanski odred, Prvi kaštelanski partizanski odred, ime za skupinu dragovoljaca - komunista iz Trogira i Kaštela koji su se u kolovozu 1941. pokušali prebaciti s područja Kaštela na Dinaru gdje su se (kako je bilo planirano) trebali priključiti drugim partizanskim postrojbama.

### Ratne prilike i pripreme za ustanak
Travanjski rat 1941. i propast Kraljevine Jugoslavije u Splitu je značio dolazak okupacijske talijanske vojske, aneksiju Splita i velikog dijela Dalmacije Kraljevini Italiji. Nakon njemačkog napada na Sovjetski savez, komunisti cijele Europe su pozvani na ustanak i otpor Njemačkoj i njezinim saveznicama. U skladu s pozivom Komunističke partije o oružanoj borbi, u ovom se području ubrzano pripremao oružani otpor. Još nekoliko mjeseci ranije, u kratkotrajnom Travanjskom ratu bilo je prikupljeno ponešto oružja, a tajno su se organizirale i udarne grupe. Zbog upornog traženja od strane vodstva KP Hrvatske, hitno se po dalmatinskim gradovima formiraju borbeni odredi sa zadatkom da se u što kraćem roku prebace na teritorij u zaleđu Dalmacije. Iako je Pokrajinski komitet za Dalmaciju na čelu s Vickom Krstulovićem smatrao da je zadani vremenski rok prekratak i da bi loša organizacija prebacivanja u zaleđe mogla biti pogubna, 11. kolovoza 1941. godine iz Splita kreće odred dragovoljaca.
Iz središnjice KPH poslani su u Dalmaciju ključni organizatori komunističkog pokreta otpora Pavle Pap Šilja i Mirko Kovačević Lala. Stigli su skupa iz Zagreba Kovačević i Pavle Pap Šilja u Dalmaciju početkom kolovoza 1941. kao delegati Centralnog komiteta KPH. Zadaća im je bila ubrzati prelazak s diverzantskih akcija na oružani ustanak. 7. kolovoza 1941. održan je sastanak Pokrajinskog komiteta KPH za Dalmaciju na kojem je određen trodnevni rok za stvoriti sedam partizanskih odreda i te prebaciti ih u Liku i Bosnu. Zadaća je obavljena od 8. do 14. kolovoza 1941., a uz Splitski, stvoreni su Šibenski, Vodičko-zatonski, Primoštensko-krapanjski, Solinski, Trogirski i Sinjski partizanski odred.

### Ratni put
Odluka i plan PK KPH bio je da partizanski odredi krenu s područja okupljanja i otpremanja u nedjelju navečer 10. kolovoza 1941. Uvjeti su bili vrlo nepovoljni, teško je bilo očuvati tajnost, svi su kasnili s dolaskom i otpremanjem u "rajone okupljanja". Kod Kaštelansko-trogirskog odreda bilo je kolebanja, i uz vremensku stisku odlučeno je da pomaknuti polazak za dan poslije, oko 21 sat. Čekalo se je trogirske dobrovoljce, koji su oklijevali. Odlukom Pokrajinskog komiteta KPH za Dalmaciju formiran je 13. kolovoza Trogirsko-kaštelanski partizanski odred. Činilo ga je ukupno 58 boraca u dvama vodovima. Formiran je u Kambelovačkom gaju (u Kaštelima). Pričekavši na Trogirane još sve do kasno u noć 13. kolovoza, Kaštelanski je odred od četrdeset dobrovoljaca iz Kaštela i nekoliko Solinjana u noći 13. na 14. kolovoza zaputio se je iz Kambelovačkog gaja, predvođen zapovjednikom Antom Rojem te su prešli Kozjak. 16. kolovoza zapovjednik je uspio uspostaviti vezu s odgovornima u Splitu. Novi nalog je bio da se privremeno odgađa odlazak u partizane i da to mora objasniti suborcima. Oružje i streljivo morali su skloniti. Također je PK KPH za Dalmaciju rasformirao Odred.